# 红光乡 (巴彦县)
红光乡是中国黑龙江省哈尔滨市巴彦县下辖的一个乡，位于巴彦县西北部。

## 行政区划
现辖：
建成村、丰玉村、洪广村、建新村、先锋村、丰农村、新富村和榆树村。